# Мультимедийные клавиши

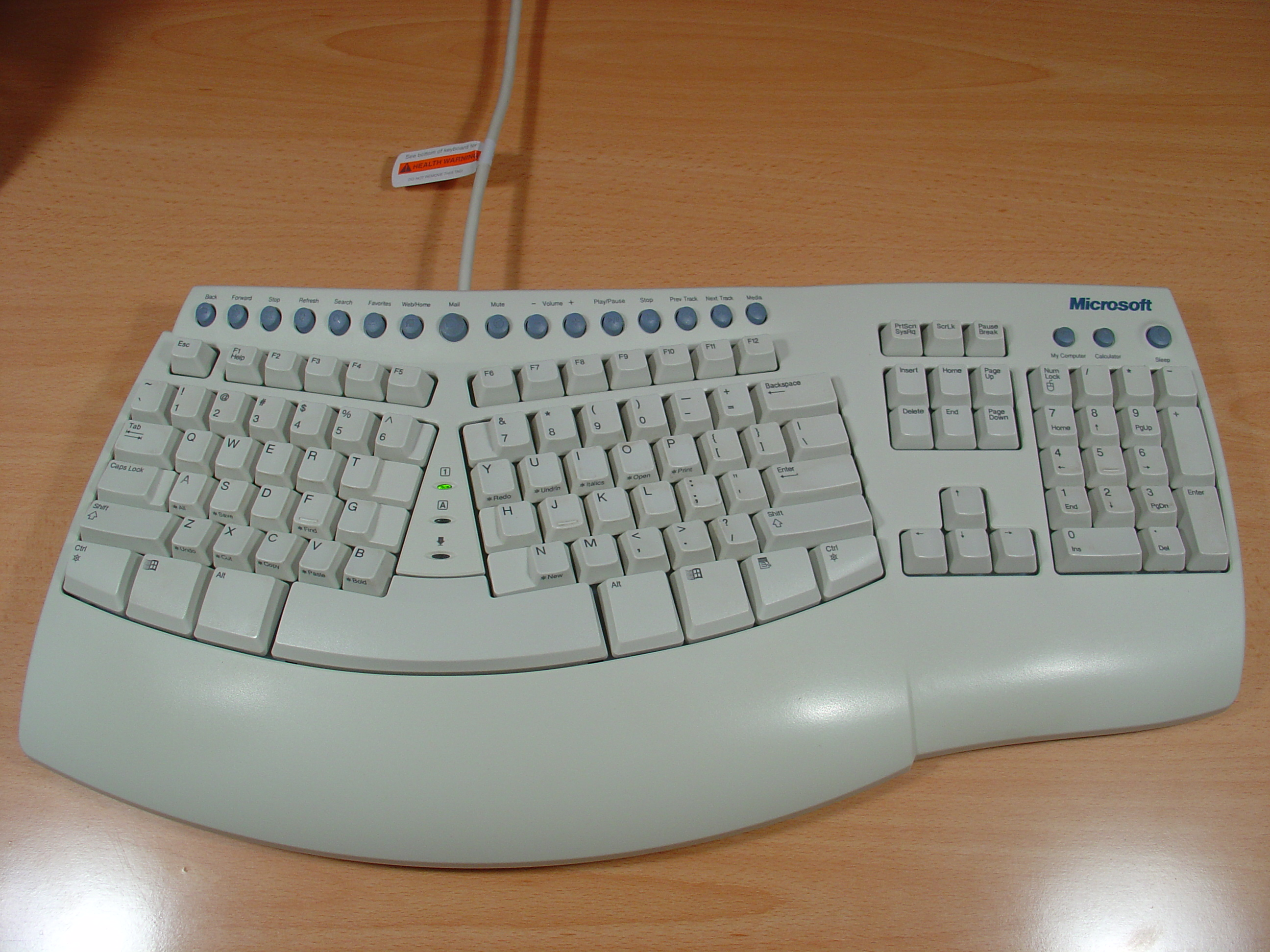
Клавиатура Microsoft Natural Keyboard Pro

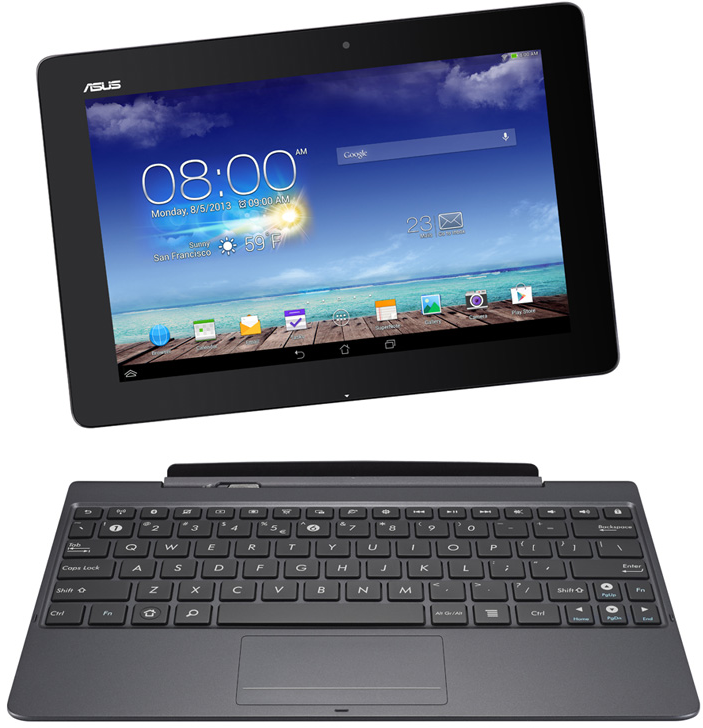
Android-планшет и его клавиатура. Вместо функциональных клавиш — мультимедийные.

Мультимедийные клавиши были предложены компанией Microsoft в 1999 году в клавиатуре Natural Keyboard Pro. В то время Windows была преобладающей потребительской ОС, и эти клавиши прочно вошли в нашу компьютерную жизнь, и с тех пор их набор не изменился. В частности, клавиатуры Logitech и Razer с энкодерами-крутилками имитируют нажатие клавиш громкости.
Новую жизнь они приобрели в операционной системе Android: в ней функциональные клавиши обычно не работают, зато мультимедийные широко используются в клавиатурах для Android-планшетов, пультах для Android-медиаплееров (по факту это тоже аппаратные клавиатуры).

## Список клавиш
Все скан-коды расширенные: в PC/XT нажатие регистрируется как E0 xx, отпускание — E0 (xx+80). В PC/AT — нажатие E0 xx, отпускание — E0 F0 xx.
Одни из этих клавиш вообще не передаются прикладному ПО, считываются только через прерывание клавиатуры и являются, по сути, клавишами системных вызовов. Другие — считываются через необычные системные вызовы. Генерация этих клавиш функциями наподобие SendInput в Windows работает, при этом, по традиции Windows, скан-коды берутся из столбца «XT».
В ноутбуках клавиши громкости чаще всего скан-кодов не имеют и работают нестандартным образом. Связано это с тремя вещами: регулировать звук потребовалось раньше, чем появилась клавиатура Microsoft; вплоть до Windows 10 не было надлежащей индикации громкости; нестандартный интерфейс при регулировании громкости и яркости — часть стиля ноутбука.
| Название                                                  | Скан-код (hex)          | Скан-код (hex)          | Метод считывания прикладным ПО (Windows) | Поведение в Android                         |
| Название                                                  | XT                      | AT                      | Метод считывания прикладным ПО (Windows) | Поведение в Android                         |
| Управление медиаплеером                                   | Управление медиаплеером | Управление медиаплеером | Управление медиаплеером                  | Управление медиаплеером                     |
| --------------------------------------------------------- | ----------------------- | ----------------------- | ---------------------------------------- | ------------------------------------------- |
| Громкость +                                               | 2E                      | 21                      | Не считываются                           | Управление громкостью                       |
| Громкость −                                               | 30                      | 32                      | Не считываются                           | Управление громкостью                       |
| Звук вкл/откл                                             | 20                      | 23                      | Не считываются                           | Управление громкостью                       |
| Пуск/пауза                                                | 22                      | 34                      | WM_APPCOMMAND                            | За прикладным ПО                            |
| Остановить                                                | 24                      | 3B                      | WM_APPCOMMAND                            | За прикладным ПО                            |
| Предыдущий трек                                           | 10                      | 15                      | WM_APPCOMMAND                            | За прикладным ПО                            |
| Следующий трек                                            | 19                      | 4D                      | WM_APPCOMMAND                            | За прикладным ПО                            |
| Управление браузером                                      |                         |                         |                                          |                                             |
| Поиск                                                     | 65                      | 10                      | WM_APPCOMMAND                            | За прикладным ПО                            |
| Домашняя страница                                         | 32                      | 3A                      | WM_APPCOMMAND                            | За прикладным ПО                            |
| Назад                                                     | 6A                      | 38                      | WM_APPCOMMAND                            | ◁ (назад)                                   |
| Вперёд                                                    | 69                      | 30                      | WM_APPCOMMAND                            | За прикладным ПО                            |
| Стоп                                                      | 68                      | 28                      | WM_APPCOMMAND                            | За прикладным ПО                            |
| Обновить                                                  | 67                      | 20                      | WM_APPCOMMAND                            | За прикладным ПО                            |
| Закладки                                                  | 66                      | 18                      | WM_APPCOMMAND                            | За прикладным ПО                            |
| Запуск программ                                           |                         |                         |                                          |                                             |
| Медиаплеер                                                | 6D                      | 50                      | Не считываются                           | Вызов Play-Музыки (или другого медиаплеера) |
| Электронная почта                                         | 6C                      | 48                      | Не считываются                           | Вызов почтовой программы                    |
| Калькулятор                                               | 21                      | 2B                      | Не считываются                           | За прикладным ПО                            |
| Мой компьютер                                             | 6B                      | 40                      | Не считываются                           | ◯ (основной экран)                          |
| Не являются мультимедийными, но также действуют в Android |                         |                         |                                          |                                             |
| Windows (левая)                                           | 5B                      | 1F                      | Не считываются                           | Вызов программы «Google»                    |
| Windows (правая)                                          | 5C                      | 27                      | Не считываются                           | Вызов программы «Google»                    |
| ≣ Menu                                                    | 5D                      | 2F                      | WM_CONTEXTMENU                           | Меню программы                              |
| Power                                                     | 5E                      | 37                      | Не считываются                           | ⏻ (кнопка питания)                          |
| Sleep                                                     | 5F                      | 3F                      | Не считываются                           | Экран блокировки                            |
| Alt+Tab                                                   |                         |                         | Не считываются                           | □ (переключение между программами)          |
| Print Screen                                              | 2A 37                   | 12 7C                   | Не считываются                           | Снимок экрана                               |